# Clearinghouse
Clearinghouse (varianter: clearinghus, klareringshus) är en typ av bolag inom finanssektorn, ofta en avdelning i en bank, som agerar neutral mellanhand vid finansiella överföringar. Clearingbolaget registrerar transaktionen i administrativ och juridisk mening och tar även betalt för tjänsten. De agerar alltså motpart och tar på sig ansvaret för att kontrakt fullföljs av motparten, därigenom minskar de motpartsrisken och systematiska risker. 
Tidigare hanterade en clearingcentral mest kontantmedel överförda mellan olika konton hos banker, aktiehandeln, försäkringsbolag m m. Numera är det dock främst andra finansiella instrument som hanteras och som genom den kraftiga tillväxten av denna så är det numera gigantiska summor som överförs varje dygn. Clearinghuset behöver hög soliditet för att kunna hantera riskerna och tiden. 
Allmänheten kommer sällan eller aldrig i direktkontakt med ett clearinghouse, men begreppet aktualiseras nu[när?] i samband med finansiella skandaler såsom den amerikanska Madoff-affären. Enligt presscitat från förhör med Bernard Madoff (dömd till 150 års fängelse) i oktober 2009 anser han själv att varje kompetent undersökning av hans mångåriga svindel borde ha börjat just i ett clearinghouse (kompletterat hos de företag han sade sig investera kundmedlen i). 
Banker använder ibland Clearing House Interbank Payments System (CHIPS), som är ett clearinghus för interbankhandel.